# EM i ishockey 1912
EM i ishockey 1912 var det tredje europamesterskab i ishockey for landshold, arrangeret af IIHF. Mesterskabet blev afholdt i Prag i Bøhmen, som på den tid var en del af Østrig-Ungarn, fra 2. til 4. februar. Tre hold deltog, og der blev spillet en enkeltserie, hvor alle holdene mødtes én gang. 
Østrig, som var med for første gang, havde først meldt sig ind i IIHF 14. januar 1912 og blev optaget som medlem 18. marts samme år. Ved årsmødet i IIHF 22. – 23. marts 1912 i Brussel blev det besluttet at annullere resultaterne på grund af, at Østrig ikke var medlem, da turneringen blev afholdt.

## Resultat
| Dato       | Kamp              | Resultat |
| ---------- | ----------------- | -------- |
| 2. februar | Bøhmen – Østrig   | 5 – 0    |
| 3. februar | Tyskland – Østrig | 4 – 1    |
| 4. februar | Tyskland – Bøhmen | 2 – 2    |

## Tabel
| Plads | Hold     | Kampe | Sejre | Uafgj. | Tabte | Mål   | Points |
| ----- | -------- | ----- | ----- | ------ | ----- | ----- | ------ |
| 1     | Bøhmen   | 2     | 1     | 1      | 0     | 7 – 2 | 3      |
| 2     | Tyskland | 2     | 1     | 1      | 0     | 6 – 3 | 3      |
| 4     | Østrig   | 2     | 0     | 0      | 2     | 1 – 9 | 0      |

- Resultaterne blev annulleret på grund af, at Østrig ikke var optaget som medlem i IIHF under turneringen.